# Понырко, Наталья Владимировна
Ната́лья Влади́мировна Понырко (род. 1 января 1946) — советский и российский учёный-филолог, специалист в области истории древнерусской литературы, письменности и текстологии, доктор филологических наук (1999), профессор (2000). Лауреат Государственной премии Российской Федерации (1993).

## Биография
Родилась 1 января 1946 года в селе Зенково, Прокопьевского района Кемеровской области (в 1982 году село было включено в состав города Прокопьевск, сейчас на этом месте находится Зенковский район).
С 1963 по 1968 годы обучалась на гуманитарном факультете Новосибирского государственного университета. С 1970 по 1972 годы Н. В. Понырко училась аспирантуре Отдела древнерусской литературы Института русской литературы АН СССР.
С 1972 года Н. В. Понырко начала работать — научным сотрудником Археографической группы при Отделе древнерусской литературы ИРЛИ АН СССР. С 2000 по 2004 годы — ведущий научный сотрудник, с 2004 года Н. В. Понырко — заведующая Отделом древнерусской литературы и член — Учёного Совета Института русской литературы РАН.
В 1979 году Н. В. Понырко защитила кандидатскую диссертацию на тему: «Выговская литературная школа первой половины XVIII века», в 1999 году — докторскую диссертацию на тему: «Источниковедение литературы Древней Руси (эпистолярное наследие XI—XIII веков, памятники рождественского и великопостного литургических циклов в народной культуре XVI—XVII веков, старообрядческая письменность XVII—XVIII веков)».
Научная деятельность Н. В. Понырко связана с вопросами истории древнерусской литературы, старообрядческой письменности, текстологии и источниковедением. Н. В. Понырко была ученицей и духовным наследником академика Дмитрия Сергеевича Лихачёва
Н. В. Понырко была участником таких трудов Института русской литературы РАН как: «Памятники литературы Древней Руси» (М., 1978—1994), «Библиотека литературы Древней Руси» (СПб., с 1997), «Словарь книжников и книжности Древней Руси» (Л., 1987 — СПб., 2004). Научным редактором сборников «Источниковедение литературыры Древней Руси» (Л., 1980, 1984 и 1988). С 2004 года Н. В. Понырко является ответственным редактором Трудов Отдела древнерусской литературы. Н. В. Понырко является автором более ста научных трудов, среди которых такие как: «Смех в Древней Руси» (Л., 1984), «Эпистолярное наследие Древней Руси. XI—XIII веков» (Л., 1992), «Жития протопопа Аввакума, инока Епифания, боярыни Морозовой» (Л., 1994).
7 декабря 1993 году Указом Президента России «За серию „Памятники литературы Древней Руси“» Н. В. Понырко была присуждена —
Государственная премия Российской Федерации в области литературы.
28 ноября 2016 года «за выдающийся вклад в сохранение историко-культурного наследия России» Н. В. Понырко была удостоена Премии фонда имени Д. С. Лихачёва.

## Основные труды
Монографии
- «Святочный и масленичный смех» // Смех в Древней Руси. / Л., 1984 г. — 295 с. — С. 154—202. (совм. с Д. С. Лихачевым и А. М. Панченко)
- Воинские повести Древней Руси : [Пер. с древнерус. / Сост. Н. В. Понырко; Вступ. ст. Л. А. Дмитриева; Худож. Д. К. Титов]. — Л. : Лениздат, 1985. — 495 с.
- Эпистолярное наследие Древней Руси, XI—XIII : Исслед., тексты, пер. / Отв. ред. Д. С. Лихачев. — СПб. : Наука : Санкт-Петербург. отд-ние, 1992. — 215 с. — ISBN 5-02-028086-0
- Три жития — три жизни. Протопоп Аввакум, инок Епифаний, боярыня Морозова: Тексты, статьи, комментарии / СПб.: «Пушкинский Дом», 2010 г. — 296 с.
- Житие протопопа Аввакума, им самим написанное / Вступит. статья, подгот. текста, современный перевод и комментарии Н. В. Понырко. — М.: Эксмо, 2017 г. — 240 с. — ISBN 978-5-699-90787-8

Статьи
- Кирилло-Епифаниевский житийный цикл и житийная традиция в Выговской старообрядческой литературе // Труды Отдела древнерусской литературы. Т. 29. — Л., 1974. — С. 154—169.
- Выговское силлабическое стихотворство // Труды Отдела древнерусской литературы. Т. 29. — Л., 1974. — С. 274—290.
- Дьякон Феодор — соавтор протопопа Аввакума // Труды Отдела древнерусской литературы. Т. 31. — Л., 1976. — С. 362—365.
- Сочинение старца Леонтия и школа протопопа Аввакума // Труды Отдела древнерусской литературы. Т. 33. — Л., 1979. — С. 156—163.
- Описание сборников XV в. книгописца Ефросина // Труды Отдела древнерусской литературы. Т. 35. Л., 1980. — С. 3 — 300. (Совм. с М. Д. Каган и М. В. Рождественской).
- Федор Антонович Каликин — собиратель древних рукописей // Труды Отдела древнерусской литературы. Т. 35. — Л., 1980. — С. 446—451.
- Учебники риторики на Выгу // Труды Отдела древнерусской литературы. Т. 36. — Л., 1981. — С. 154—162.
- Житие протопопа Аввакума как духовное завещание // Труды Отдела древнерусской литературы. Т. 39. — Л., 1985. — С. 379—388.
- Автографы выговских писателей // Древнерусская книжность: По материалам Пушкинского Дома. Л., 1985. — С. 174—200. (совм. с В. П. Бударагиным).
- Проблема «культурной оседлости» на примере одного эпизода из истории Выговской поморской пустыни / Исследования по древней и новой литературе: Сб. посвящ. 80-летию акад. Д. С. Лихачева. — Л.: Наука, 1987 г. — С. 297—303.
- Обновление Макариева Желтоводского монастыря и новые люди XVII века — ревнители благочестия // Труды Отдела древнерусской литературы. Т. 43. — Л., 1990. — С. 58 — 69.
- Новые материалы о протопопе Аввакуме: (Два «дела» мезенской воеводской канцелярии о сыне Аввакума Афанасии) // Труды Отдела древнерусской литературы. Т. 44. — Л., 1990. — С. 397—403.
- Эстетические позиции писателей Выговской литературной школы // Книжные центры Древней Руси. XVII век: Разные аспекты исследования. — СПб., 1994. — С. 104 −112.
- Лев Александрович Дмитриев как переводчик памятников литературы Древней Руси // Лев Александрович Дмитриев: Библиография, творческий путь, воспоминания, дневники, письма. — СПб., 1995 г. — С. 38 — 41.
- «Устав о христианском житии» в жизненном укладе старообрядцев // Монастырская культура: Восток и Запад. — СПб., 1999 г. — С. 168—176.
- Воспоминания о Д. С. Лихачеве // Дмитрий Лихачев и его эпоха: Воспоминания. Эссе. Документы. Фотографии. — СПб., 2002 г. — С. 101—106, 405.
- Автор стихов покаянных и роспевщик юродивый Стефан // Труды Отдела древнерусской литературы. Т. 54. — СПб., 2003. — С. 220—230.
- Покаянные каноны Кирилла Туровского (вопросы атрибуции) // Труды Отдела древнерусской литературы. Т. 55. — СПб., 2004. — С. 240—263.
- Стихи покаянные Галицкого юродивого XVII века Стефана // Труды Отдела древнерусской литературы. Т. 56. — СПб., 2004. — С. 596—600.
- Хранитель культурного наследия России. К 100-летию со дня рождения академика Д. С. Лихачева // Вестник РАН. — М., 2006. — № 11. — С. 1020—1025.
- Покаянные каноны Кирилла Туровского (вопросы текстологии) // Труды Отдела древнерусской литературы. Т. 58. — СПб., 2008 г. — С. 254—281.
- Был ли Климент Смолятич создателем первого славянского перевода Толкований Никиты Ираклийского на 16 Слов Григория Богослова // Труды Отдела древнерусской литературы. — Т. 59. СПб., 2008 г. — С. 133−143.
- Два «народа» на пути друг к другу. Старообрядчество: История и современность // Материалы международной научно-практической конференции. Санкт-Петербург, 28 — 30 октября 2008 г. — СПб., 2009 г. — С. 21-26.
- Наследие древнерусской культуры в жизни и творчестве Льва Толстого // Текст и традиция: Альманах. — СПб., 2013. — № 1. — С. 103—110.
- Димитрий Ростовский как автор «Розыска о раскольнической брынской вере» // Труды Отдела древнерусской литературы. — Т. 62. — СПб., 2014 г. — С. 34-42.
- Инок Кирилло-Белозерского монастыря Ефросин как уставщик и литургист // Книжные центры Древней Руси. Книжники и рукописи Кирилло-Белозерского монастыря. — СПб., 2014. — С. 103—113.
- Древнерусская литература после Древней Руси: Служба пустозерским мученикам // Труды Отдела древнерусской литературы. СПб., 2014 г. Т. 63. — С. 220—237.
- Пасхальный смех на Руси в контексте литургической гимнографии // Труды Отдела древнерусской литературы. СПб., 2017 г. Т. 65. — С. 243—251.
- Некролог памяти Гелиана Михайловича Прохорова // Русская литература. — № 4. 2017 г. — С. 259—261.
- Россия в изгнании: Взгляд А. И. Солженицына на старообрядчество // Текст и традиция. Альманах. СПб., 2018 г, № 6. — С. 50 — 61.
- Памяти Гелиана Михайловича Прохорова // Русская литература. 2018 г. — № 1. — С. 262—264

## Награды
- Государственная премия СССР в области литературы (1993 — «за серию „Памятники литературы Древней Руси“»)
- Премия фонда имени Д. С. Лихачёва (2016 — «за выдающийся вклад в сохранение историко-культурного наследия России»)